# Akcja niema
Akcja niema – akcja w spółce akcyjnej uprzywilejowana w zakresie dywidendy, wobec której wyłączone zostało prawo głosu, tj. która nie daje akcjonariuszowi prawa do głosowania na walnym zgromadzeniu akcjonariuszy.
Zgodnie z art. 411 §1 Kodeksu spółek handlowych zasadą jest, iż każda akcja daje prawo do jednego głosu na walnym zgromadzeniu akcjonariuszy. Od powyższej zasady istnieją jednak wyjątki. Prawo dopuszcza bowiem zarówno uprzywilejowanie akcji w zakresie prawa głosu polegające na przyznaniu jednej akcji więcej niż jednego głosu, jak również ograniczenie lub pozbawienie akcji prawa głosu.
Zgodnie z art. 353 §3 Kodeksu spółek handlowych prawo do głosowania na walnym zgromadzeniu akcjonariuszy może zostać wyłączone wyłącznie wobec akcji uprzywilejowanej w zakresie dywidendy. 
Uprzywilejowanie akcji niemych w zakresie dywidendy może polegać na:
- przyznaniu akcji niemej większego udziału w zysku spółki aniżeli przypadającego akcjom nieuprzywilejowanym,
- przyznaniu akcji niemej pierwszeństwa zaspokojenia przed akcjami nieuprzywilejowanymi,
- przyznaniu akcji niemej zarówno większego udziału w zysku spółki, jak i pierwszeństwa zaspokojenia przed akcjami nieuprzywilejowanymi.

Podkreślenia wymaga, iż zgodnie z art. 353 §3 Kodeksu spółek handlowych do akcji niemych uprzywilejowanych w zakresie dywidendy nie stosuje się przepisu art. 353 §1 Kodeksu spółek handlowych ograniczającego wysokość dywidendy uprzywilejowanej. Oznacza to, że akcje nieme uprzywilejowane w zakresie dywidendy mogą przyznawać uprawnionemu dywidendę, która przewyższa więcej nawet niż o połowę dywidendę przeznaczoną do wypłaty akcjonariuszom uprawnionym z akcji nieuprzywilejowanych. Pozostałe akcje uprzywilejowane w zakresie dywidendy (tj. akcje, którym prawo głosu nie zostało odebrane) mogą przyznawać uprawnionemu dywidendę, która przewyższa nie więcej niż o połowę dywidendę przeznaczoną do wypłaty akcjonariuszom uprawnionym z akcji nieuprzywilejowanych. 
- uprzywilejowanie w zakresie dywidendy zaległej. Statut może przewidywać, że akcjonariuszowi uprawnionemu z akcji niemej, któremu nie wypłacono w pełni albo częściowo dywidendy w danym roku obrotowym, przysługuje wyrównanie z zysku w następnych latach, nie później jednak niż w ciągu kolejnych trzech lat obrotowych (art. 353 §4 Kodeksu spółek handlowych).

W każdym przypadku statut spółki akcyjnej powinien określać liczbę akcji poszczególnych rodzajów i związane z nimi uprawnienia, jeżeli mają być wprowadzone akcje różnych rodzajów (art. 304 Kodeksu spółek handlowych).
Zniesienie przywileju akcji niemej w zakresie dywidendy powoduje uzyskanie przez akcjonariusza prawa głosu z takiej akcji (art. 419 §3 Kodeksu spółek handlowych).